# Batalla de Santa Gertrudis
La Batalla de Santa Gertrudis tuvo lugar el 16 de junio de 1866 en las inmediaciones de las Lomas de Santa Gertrudis, ubicadas en el municipio de Camargo, en el estado de Tamaulipas, México, entre elementos del ejército mexicano de la República, al mando del Gral. Mariano Escobedo que contaba aproximadamente 1500 hombres, entre ellos el comandante camarguense Macedonio Rodríguez de la Garza y alrededor de 2000 tropas al servicio del Segundo Imperio Mexicano comandadas por el general Feliciano Olvera compuesta de soldados austríacos y mexicanos imperialistas durante la Segunda Intervención Francesa en México, siendo la primera victoria de años de guerra de guerrillas que fortalecería la moral republicana y decisiva para el derrocamiento del Imperio Mexicano de Maximiliano. Por el triunfante bando republicano participaron los generales Sóstenes Rocha, Jerónimo Treviño, Francisco Naranjo y Servando Canales Molano, los coroneles Joaquín Garza Leal, Miguel Palacios, Francisco Canales y Salvador Fernando de la Cavada y el teniente coronel Emilio Mayer
De acuerdo con el informe del general Escobedo, sus pérdidas fueron de 155 muertos y 78 heridos. Del lado imperial mexicano, las pérdidas son 251 muertos, 121 heridos y 858 prisioneros. Los austríacos por su parte tuvieron 145 muertos, 45 heridos y 143 prisioneros.

## Antecedentes
A mediados de 1866, los franceses e imperialistas mexicanos controlaban las ciudades norteñas de Saltillo, Monterrey y Matamoros. Los generales franceses Jeanningros y Douay tenían bajo su mando las plazas de Monterrey y Saltillo, respectivamente, mientras que Matamoros estaba bajo el mando del general mexicano Tomás Mejía.
Por otra parte, el general republicano Mariano Escobedo tenía su cuartel general en Linares.Escobedo libraba una guerra de guerrillas en la región que consistía en hostilizar la comunicación entre las tres ciudades en posesión imperialista mientras buscaba una oportunidad que le permitiera tomarlas.
En Matamoros, el general Mejía estaba organizando la salida de un convoy de mercancías con destino a Monterrey.En dicha ciudad, se preparó una columna para salir al encuentro del convoy. La columna contaba con dos mil hombres al mando del teniente coronel de Tucé compuesta por dos batallones de la Legión Extranjera, destacamentos belgas y mexicanos, caballería y seis piezas de artillería.La columna salió el 8 de junio, dividiéndose en tres, siguieron rutas paralelas. La más numerosa tomó el camino de San Francisco a Cerralvo.
Por su parte, el convoy de Matamoros, compuesto por doscientos carros, estaba escoltado por mil seiscientos mexicanos imperialistas, trescientos austríacos y dos cañones, además de algunos exconfederados estadounidenses,bajo el mando del general Feliciano Olvera. Ambas columnas, la de Monterrey y la de Matamoros, debían reunirse en la villa de Mier. 
Mientras tanto, Escobedo, enterado de los movimientos de los imperialistas, aunque escéptico de la información recibida, mandó a la División de infantería a la villa de China y a la 2ª Brigada de Caballería al Paso del Zacate, a seis leguas de Matamoros; y la 1ª Brigada de Caballería a cubrir desde la salida de Monterrey hasta Cerralvo. Además, para evitar que la columna francesa recibiera refuerzos, envió al coronel Pedro Martínez con 400 jinetes a Saltillo y ordenó al gobernador de Coahuila apoyar las operaciones del primero.
En su camino a Cerralvo, la columna que había salido de Monterrey fue hostilizada constantemente por el general republicano Jerónimo Treviño. Pese a salir airosos de sus encuentros con los republicanos, los imperialistas perdieron contacto con Monterrey y Matamoros.
Escobedo, informado de los movimientos de De Tucé por los partes de Treviño, pero sin recibir informes del coronel Canales sobre la columna de Matamoros, supuso que ésta no había salido aún y por lo tanto decidió dirigirse al encuentro de los franceses.Pernoctó en la villa de los Aldamas el 9 de junio; el día 10 llegó a un lugar llamado Derramaderos, a cuatro leguas de Cerralvo, donde se mantuvo el 11 y el 12.Interceptando los mensajes que Mejía enviaba a de Tucé, Escobedo se enteró de que el último no saldría de Cerralvo sino hasta que el convoy llegase a Camargo.
Escobedo cambió de planes y se dirigió a marchas forzadas hacia Camargo, llegando el día 15 a las 10 de la mañana a las lomas de Santa Gertrudis,ubicadas al sur de dicha ciudad. En Cerralvo dejó al coronel Ruperto Martínez con 600 jinetes para hacer creer a de Tucé que sitiaría esa plaza.

## Batalla
Escobedo situó su campamento a tres leguas del enemigo. Por la tarde, los imperialistas mandaron 200 jinetes a hacer un reconocimiento. El general republicano tenía preparada una emboscada, ocultando a sus tropas en los chaparrales y accidentes del terreno con órdenes de no hacer ruido,pero un jefe de los republicanos se adelantó y se libró un ligero combate que obligó al resto de los republicanos a descubrirse para rechazar la caballería.
Tras el combate, Escobedo decidió retroceder una milla y volver a la misma posición a la mañana siguiente. El objetivo de dicha operación era engañar a los imperialistas para que no sospecharan que la emboscada sería a la misma altura que la del día anterior.
Debido a que los imperialistas empezaban a carecer de agua, tenían la necesidad de avanzar hacia la posición republicana, quiénes se habían colocado delante de la única fuente de agua del lugar.Para efectuar dicho avance, el general Olvera dispuso que los carros del convoy fungieran como parapeto. Al no ver al ejército republicano, los imperialistas comenzaron el avance a las seis de mañana del día 16 y abrieron fuego con su artillería en abanico para descubrir al enemigo, pero este mantuvo absoluto silencio.
Escobedo había organizado a su tropa para el combate de la siguiente manera: dividió su ejército en cuatro columnas de ataque y una de reserva: la 1ª Columna de Infantería al mando de los coroneles I. A. Flores y Luis G. Cáceres con 250 hombres; la 2ª al mando de los coroneles Miguel Palacios y Edelmiro Mayer con igual número de hombres; la 3ª al mando de los coroneles Francisco Naranjo y Adolfo Garza con 300 hombres; la 4ª de la Brigada de Tamaulipas al mando de los coroneles Servando Canales y Julián Cerda con 300 rifleros; además de dos columnas de caballería, la 1ª de la Legión del Norte al mando del coronel Joaquín Garzal Leal y la 2ª de Explorados de Lampazos bajo el mando de los comandantes Juan N Sáenz e Higinio Villarreal. Las dos columnas de caballería estaban bajo el mando del general Treviño mientras que las columnas de infantería estarían bajo mando del mismo Escobedo. Finalmente, la reserva contaría con 300 hombres al mando del coronel Salvador Fernández de la Cabada y del teniente coronel Vicente de Mariscal.
Las columnas republicanas avanzaron pecho a tierra sin hacer un solo disparomientras la caballería permanecía oculta en un pequeño bosque.Cuando estuvieron a tiro de fusil, Escobedo ordenó el ataque: los republicanos abrieron fuego sobre la tropa imperialista, pero tras una sola descarga iniciaron el combate con arma blanca. Los imperialistas retrocedieron un largo trecho hasta apoderarse de una ligera eminencia donde pudieron defenderse. Escobedo ordenó entonces a su segundo, el mayor general Sóstenes Rocha, que atacase el flanco izquierdo de los imperialistas y al general Díaz de León que ordenase a Canales a atacar por el derecho mientras Escobedo atacaba por el centro.Por su parte, los imperialistas simularon un ataque por la izquierda mientras preparaban dos columnas de infantería para cargar por la derecha y envolver a los republicanos. En la retaguardia, tras los carros del convoy formados en círculo, la contraguerrilla estadounidense se batía contra los republicanos. Cuando esto sucedía, Escobedo dio la orden para que atacara la caballería, pero Treviño se había adelantado y cargó contra el flanco izquierdo de los imperialistas. Éstos, abrumados por el ataque republicano, comenzaron a rendirse y solo algunos austríacos resistieron inútilmente. Por su parte, el general Olvera, protegido por una pieza de artillería, huyó junto con 100 jinetes.

## Consecuencias
Tras la victoria, Escobedo quedó en poder del armamento enemigo consistente en 930 fusiles de 15 adarmes y carabinas Misisipi, 266 austríacas, 253 marrazos austríacos, 54 sables, la artillería compuesta de 6 piezas de batalla y 2 de montaña y gran número de municiones. Además del propio convoy, cuyos recursos serían usados para el esfuerzo de guerra republicano.
Las bajas fueron 396 imperialistas muertos y 1001 prisioneros, 143 de ellos austríacos. Los republicanos tuvieron 200 bajas entre muertos y heridos.
Al enterarse de la derrota, el coronel de Tucé dio marcha atrás rumbo a Monterrey donde llegó el 28 de junio.En el camino varios batallones de la Legión Extranjera desertaron y salieron con rumbo a Estados Unidos.
Olvera logró regresar a Matamoros, donde informó al general Mejía de la derrota. Ésta le había costado al general dos tercios de su guarnición,por lo que, incapaz de mantener la plaza, la entregó a los republicanos el 23 de junio.Mejía salió, junto con el resto de su tropa, a Veracruzdejando una plaza fuerte y rica por el dinero de las aduanas
La caída de Matamoros generó una serie de deserciones imperialistas, muchos de los cuales pasaron a engrosar las tropas republicanas. Debido a estas deserciones, Saltillo pasó a estar en poder de los republicanos.